# X Crucis
X Crucis är en pulserande variabel  av Delta Cephei-typ (DCEP) i stjärnbilden Södra korset.
Stjärnan varierar mellan visuell magnitud +8,13 och 8,71 med en period av 6,22009 dygn.